# Barbara Magnolfi
Barbara Magnolfi (Rennes, 16 de abril de 1955) es una actriz francoitaliana, reconocida por su participación en películas como Suspiria, Blazing Flowers, The Suspicious Death of a Minor y Deathcember. Ha aparecido en cerca de veinte producciones cinematográficas desde 1969.

## Filmografía destacada

### Cine
| Año  | Título                          | Papel        |
| ---- | ------------------------------- | ------------ |
| 2019 | Deathcember                     | Ilse         |
| 1985 | Cut and Run                     | Rita         |
| 1978 | Blazing Flowers                 | Teresa       |
| 1978 | The Sister of Ursula            | Ursula Beyne |
| 1977 | Ready for Anything              | Paola        |
| 1977 | Suspiria                        | Olga         |
| 1975 | The Suspicious Death of a Minor | Floriana     |